# Каля Зографова
Каля Зографова е български художник, живописец.

## Биография
Каля Зографова е родена на 7 август 1959 г. в Нова Загора. През 1978 г. завършва художествена гимназия в София, а през 1984 г. Висшия институт за изобразително изкуство „Николай Павлович“.

## Самостоятелни изложби
- 2007 – Художествена галерия „Димитър Добрович“, Сливен
- 2007 – Галерия „Сезони“, София
- 2005 – Художествена галерия, Нова Загора
- 2000 – Арт Клуб „Орфей“, София
- 1999 – Панаир на изкуствата „Импресия“, Пловдив
- 1998 – Галерия Финес, София
- 1995 – Хотел Витоша Ню Отани, София
- 1993 – Банка Хемус, София

## Участия в общи изложби
- 2006-1994 – Галерии Снежана, Арт Муза, Рафаела, Ноема, Александър, Досев, Артос
- 2005-1986 – Общи художествени изложби на Съюза на българските художници
- 1995 – „Българско изкуство“, Чикаго, САЩ
- 1994 – Международен фестивал на живописта. Кан сюр Мер. Франция
- 1994-1993 – „Българска живопис“, Германия
- 1990 – Български културен център, Берлин